# روکنبرگ
روکنبرگ (به آلمانی: Rockenberg) یک شهر در آلمان است که در وتراوکرایس واقع شده‌است.